# 李宇清
李宇清（1905年1月19日—1989年4月30日），字澄寰，辽宁本溪人。中华民国军事将领。

## 生平
本溪师范讲习所、奉天第一混成旅军官团军官深造班、中央陆军军官学校第二期步兵科毕业，1940年，进入中央训练团党政班第六期受训。自1922年起，历任东北军第一混成旅排、连长，国民革命军营长，中央步兵学校教官、队长，混成旅参谋长、镇守使署参谋处处长，军事委员会北平军分会谘议，鄂豫皖三省剿匪总司令部调查室主任，西北剿匪总部办公厅科长，甘肃绥靖公署军务处处长，江苏绥靖公署军务处少将副处长、代理处长兼鲁苏战区少将参议，军政部第六补充兵训练处少将副处长。抗日战争期间，担任陆军暂编第一师少将副师长、代理师长，第五战区长官部少将高参兼驻安康办事处及督察处处长，协助李宗仁指挥徐州会战。之后改任汉中及北平行营少将高参兼副官主任，国民政府主席北平行辕少将高参兼总务处副处长、代理处长，国防部少将部属参谋。1948年当选为第一届“国民大会”代表。1949年，担任总统府代理侍卫长。1949年2月21日任总统府中将侍卫长兼代第四局局长。1950年，任总统府中将参军。去台湾后，仍多次参加国民大会。1951年在总统府参军任内入革命实践研究院第二十四期受训。1957年毕业于国防大学第六期。1960年退役。1989年4月病逝。